# 三峽河

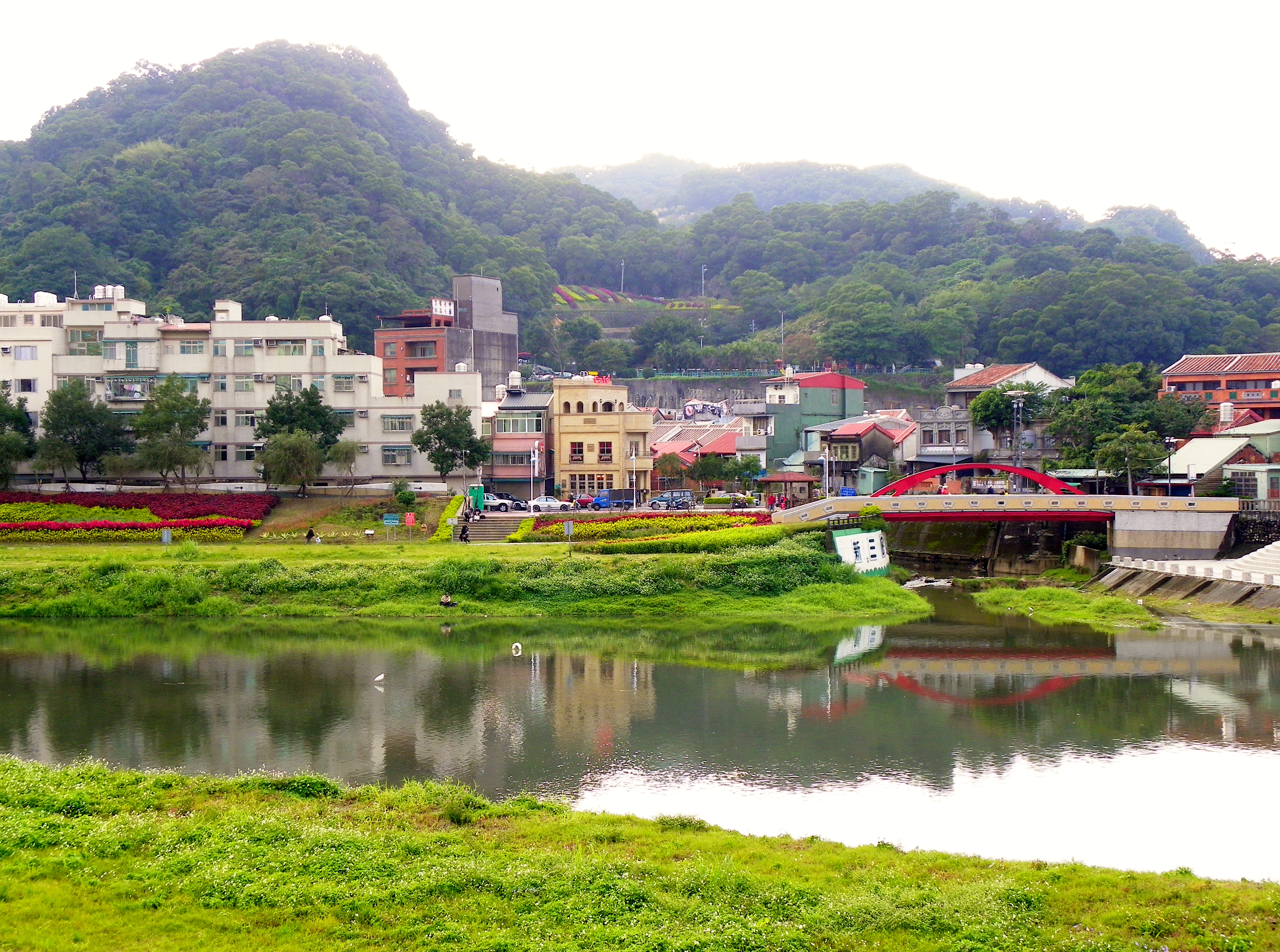
三峽溪岸的三峽街景

三峽河，又名三峽溪，位於台灣北部，是大漢溪的支流，全長約28.5公里，流域面積約200平方公里，流域幾乎涵蓋新北市三峽區全境，以及土城區、樹林區、桃園市大溪區的一小部分。另外，三峽河是台灣少數以「河」為名的河川。

## 源流
其源流為熊空溪，發源於江南腳山東南方約1.5公里之三峽、烏來邊境山區，先向西轉西南流至樂樂谷，匯集另一支流蚋仔溪後改稱大豹溪，轉向西北流經有木、插角、湊合，轉向北流，進入平原後流至三峽街區，轉向東北流，最終於柑園注入大漢溪。
上游地區有滿月圓森林遊樂區、樂樂谷、鴛鴦谷等景點，三峽市區則有著名的老街、祖師廟，均為大台北西南區著名的旅遊勝地。

## 三峽河主要支流
- 三峽河（三峽溪）：新北市土城區、樹林區、三峽區、桃園市大溪區
  - 橫溪（竹坑溪）：新北市三峽區
    - 竹崙溪

  - 中埔溪：新北市三峽區
    - 土地公坑溪：新北市三峽區

  - 麻園溪：新北市三峽區
  - 五寮溪：新北市三峽區、桃園市大溪區
  - 大豹溪：新北市三峽區
    - 東眼溪
    - 蚋仔溪
      - 中坑溪

    - 熊空溪